# Horstedt (Thedinghausen)
Horstedt ist ein Ortsteil der Gemeinde Thedinghausen in der Samtgemeinde Thedinghausen im niedersächsischen Landkreis Verden. 

## Geografie

### Lage
Horstedt liegt in einer Weserschleife im nördlichen Bereich der Gemeinde Thedinghausen, fünf Kilometer nordwestlich vom Kernort Thedinghausen entfernt. Die Stadt Achim liegt auf der anderen Seite der Weser, vier Kilometer entfernt in nordöstlicher Richtung.

### Nachbarorte
Nachbarort ist das drei Kilometer südlich gelegene Dibbersen. Ansonsten stellt die Weser eine Barriere gegenüber möglichen Nachbarorten im Westen, Norden und Osten dar.

### Flüsse
Die Weser fließt nördlich und östlich direkt am Ort vorbei.

## Geschichte
Am 1. Juli 1972 wurde Horstedt in die Gemeinde Thedinghausen eingegliedert. Diese wechselte in den Landkreis Verden.

## Infrastruktur

### Verkehr
Die L 203 von Weyhe nach Thedinghausen in eineinhalb Kilometer Entfernung verläuft südlich von Horstedt.
Ansonsten liegt Horstedt fernab des großen Verkehrs. Die A 27 verläuft vier Kilometer entfernt nördlich, und die A 1 verläuft nordwestlich, ebenfalls vier Kilometer entfernt. 

### Freizeiteinrichtungen
Ein Campingplatz („Campingplatz Fährhaus“) mit 200 Stellplätzen für Wohnwagen, Wohnmobile oder Zelte befindet sich direkt an der Weser, mit einem Kinderspielplatz und einem Badesee in der Nähe.